# José Esteves
José Raimundo Esteves (Maués, 14 de fevereiro de 1926 – 23 de janeiro de 1978) foi um proprietário rural, jornalista e político brasileiro atuante no Amazonas.

## Biografia
Filho de Carlos Soares Esteves e Clarice Prado de Negreiros Esteves. Fixou residência em Parintins e lá fundou e foi o primeiro presidente da Associação Comercial de Parintins, além de ter presidido a Cooperativa de Usineiros de Pau-Rosa e a Companhia Fabril de Junta de Parintins. Secretário de Indústria e Comércio do Amazonas, ingressou no PTB e foi eleito prefeito de Parintins em 1958 e deputado federal em 1962 e 1966, passando às fileiras da ARENA no decorrer de sua estadia em Brasília e em 1970 foi eleito senador falecendo no curso do mandato.